# Manfred Höberl

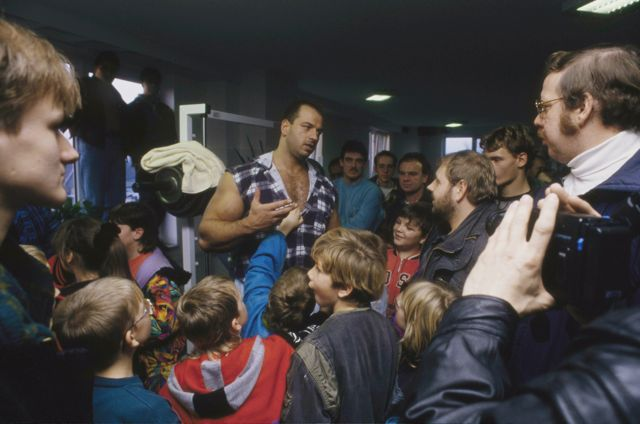
Manfred Höberl (1995)

Manfred Höberl (* 12. Mai 1964 in Eggenberg, Graz, Österreich) ist ein ehemaliger österreichischer Bodybuilder und Strongman.

## Leben
Seine sportliche Karriere startete er im Bodybuilding, wo er auch einige kleinere Titel gewann, doch bald entschied er sich für das reine Krafttraining. Er nahm erfolgreich an Strongman-Meisterschaften teil. Sein damals stärkster Konkurrent war Magnús Vér Magnússon.
Titel holte er 1993 und 1994 als World Musclepower Winner sowie „Stärkster Mann der Welt“ (2. Platz). Er stand im Guinness-Buch der Rekorde als „Mann mit dem größten Oberarmumfang“ mit 67 cm. Nach einem schweren Autounfall in seinem Mercedes 560 SEC, bei dem Manfred Höberl einige Knochenverletzungen davontrug, war seine Karriere im internationalen Kraftsport kurz unterbrochen. Im Anschluss an die Rehabilitation nahm Manfred Höberl das private Training allerdings wieder auf. Es folgten später noch ein Fernsehauftritt, bei dem er zwei Ferraris mit reiner Muskelkraft im Herculeshold am Losfahren hinderte, und noch viele andere Auftritte und TV-Shows. Er war auch sehr erfolgreich mit seinen Nahrungsergänzungsprodukten.
Höberl beteiligte sich an Disziplinen bei Strongmanwettbewerben: Farmerswalk (Betonkoffer tragen), Atlas Stones (Steinkugeln bis 180 kg), Herculeshold (zwei Griffe an Drahtseilen), Carlift (Anheben bzw. Umwerfen von PKWs) und Powerstairs (drei Gewichte auf Treppe).
Er hat 2001 unverschuldet einen sehr schweren Motorradunfall erlitten und laboriert bis heute an dessen Folgen.